# Paraíso Sepeltón
Paraíso Sepeltón är en ort i Mexiko.   Den ligger i kommunen Pantelhó och delstaten Chiapas, i den sydöstra delen av landet, 800 km öster om huvudstaden Mexico City. Paraíso Sepeltón ligger 566 meter över havet och antalet invånare är 170.
Terrängen runt Paraíso Sepeltón är kuperad åt sydväst, men åt nordost är den bergig. Paraíso Sepeltón ligger nere i en dal. Runt Paraíso Sepeltón är det ganska tätbefolkat, med 96 invånare per kvadratkilometer. Närmaste större samhälle är Yajalón, 19,4 km nordost om Paraíso Sepeltón. Omgivningarna runt Paraíso Sepeltón är en mosaik av jordbruksmark och naturlig växtlighet.